# Glypta mimula
Glypta mimula là một loài tò vò trong họ Ichneumonidae.